# Сульфатирование
Сульфати́рование (сульфата́ция) (лат. sulfur) — реакции присоединения серной кислоты по двойной связи по правилу Марковникова с образованием сложных эфиров серной кислоты — алкилсульфатов ROSO2OH.

## Примеры сульфатирования

### Сульфатирование спиртов и олефинов
Сульфатирование представляет собой частный случай реакций этерификации, но имеет ряд особенностей, сближающих его с сульфированием органических веществ, при котором образуются сульфокислоты (RSO2OH или ArSO2OH).
- Пример этерификации спирта при сульфировании: RН + НОSO3H {\displaystyle \rightleftarrows } R-SO3H + Н2О
- Пример этерификации спирта при сульфатировании: RОН + Н2SO4 {\displaystyle \rightleftarrows } ROSO2ОH + Н2О

Сульфатирование спиртов применяют главным образом для получения поверхностно-активных веществ при помощи серной, хлорсульфоновой и амидосульфоновой (сульфаминовой) кислот, а также триоксида серы.
Для осуществления реакции сульфатирования олефинов применяют только серную кислоту, так как другие агенты или неактивны или дают не сульфаты, а иные вещества. Взаимодействие олефинов с H2SO4 протекает последовательно с образованием моно- и диалкилсульфатов, полимеров олефина, а если в серной кислоте есть вода, — с образованием также спирта и простого эфира. Реакция идет через промежуточное образование карбкатиона.

### В биохимии
Основная статья: Сульфатация в биохимии

### Сульфатация металлов
Реакция металла или сплава с различными соединениями, при котором на или под поверхностью металла или сплава образуются серосодержащие соединения. Например, при «сульфатации аккумулятора» его пластины при определённых условиях покрываются налётом сернокислого свинца, что уменьшает ёмкость аккумулятора.